# Diogo Rebouças
Diogo Rebouças (São Paulo, 24 de outubro de 1986) é um jogador de Voleibol paralímpico brasileiro.
Ponteiro da  Seleção Brasileira de Voleibol Sentado Masculino atua na equipe do Vasco da Gama e ja jogou nas equipes. Paulista do Cruz de Malta, SESI Suzano, Clube Atletico Paulistano. Conquistou a medalha de ouro nos Jogos Parapan-Americanos de 2007, no Rio de Janeiro, sendo o grande destaque na final contra os Estados Unidos marcando doze pontos do total.
Em 2011, 2015 e 2019 mais outras 3 medalha de ouro nos Jogos Parapan-Americanos .
Atualmente é casado e tem um casal de filhos.  

## Acidente
Diogo ficou paraplégico ao sofrer acidente de moto.